# إميليانو بريمبيلا
إميليانو بريمبيلا (من مواليد 21 ديسمبر 1978) هو سباح حر من إيطاليا كان بطل أوروبا الفردي خمس مرات ، وأربعة في 400 متر سباحة حرة (1997 ، 2000 ، 2002 و 2004) وواحد في 1500 متر سباحة حرة (1997).

## مسيرته المهنية
حصل على الميدالية البرونزية مع فريق التتابع الحر 4 × 200 متر للرجال في دورة الألعاب الأولمبية الصيفية 2004 في أثينا ، اليونان. وهو متخصص في المسافات الطويلة ، وقد وضع علامته الأولى في بطولة السباحة الأوروبية 1997 في إشبيلية بإسبانيا ، حيث فاز بثلاثة ألقاب. شارك بريمبيلا في أربع ألعاب أولمبية صيفية متتالية لبلده الأصلي ، بدءًا من عام 1996.

## أفضل النتائج الشخصية
؛ دورة فردية طويلة

- 100 م حرة: 50.58
- 200 م حرة: 1:46.29
- 400 م حرة: 3: 45.11
- 800 م حرة: 7: 55.17
- 1500 م حرة: 14: 58.65

## الألقاب الوطنية
فاز بريمبيلا بـ 41 بطولة وطنية على مستوى الأفراد الكبار.
- مطلق (18)
  - 200 م حرة: 1996 ، 1997 ، 1999 ، 2000 ، 2002 ، 2005 ، 2008 (7)
  - 400 م حرة: 1996 ، 1997 ، 2000 ، 2002 ، 2004 ، 2005 (6)
  - 800 م حرة: 2002 ، 2004 ، 2005 (3)
  - 1500 م حرة: 1996 ، 2000 (2)

- شتاء (16)
  - 200 حرة: 2000 ، 2002 ، 2003 (3)
  - 400 حرة: 1996 ، 1997 ، 2000 ، 2002 ، 2003 ، 2004 ، 2005 ، 2006 (8)
  - 800 حرة: 2006 (1)
  - 1500 حرة: 1997 ، 1999 ، 2000 2002 (4)

- ربيع (7)
  - 200 م حرة: 1998 ، 2002 (2)
  - 200 م حرة: 1998 ، 2001 ، 2002 ، 2004 (4)
  - 800 حرة: 1998 (1)